# Monanthotaxis glomerulata
Monanthotaxis glomerulata är en kirimojaväxtart som först beskrevs av Le Thomas, och fick sitt nu gällande namn av Bernard Verdcourt. Monanthotaxis glomerulata ingår i släktet Monanthotaxis och familjen kirimojaväxter. Inga underarter finns listade i Catalogue of Life.